# William Whitelaw, 1:e viscount Whitelaw
William Stephen Ian Whitelaw, 1:e viscount Whitelaw, född 28 juni 1918, död 1 juli 1999, var en brittisk konservativ politiker som tjänstgjorde i ett stort antal kabinettsposter, framför allt som inrikesminister från 1979 till 1983 och som de facto vice premiärminister i Storbritannien från 1979 till 1988. Han var vice partiledare för det konservativa partiet från 1975 till 1991.
Efter att det konservativa partiet vunnit en oväntad seger i valet 1970 utsågs Whitelaw till ledare för underhuset och lordpresident av premiärminister Edward Heath. Efter att upphävandet av Nordirlands parlament ledde till att direktstyre infördes, tjänstgjorde Whitelaw som minister för Nordirland från 1972 till 1973. Han tjänstgjorde också under Heath som arbetsmarknadsminister från 1973 till 1974 och som ordförande för det konservativa partiet från 1974 till 1975.
Whitelaw tjänade premiärminister Margaret Thatcher under hela hennes ledarskap för det konservativa partiet som vice partiledare. Han tjänstgjorde som de facto vice premiärminister mellan 1979 och 1988 och som inrikesminister från 1979 till 1983. Han avgick som parlamentsledamot vid valet 1983 och utnämndes till ledamot av överhuset som Viscount Whitelaw. Han var ledare för överhuset och lordpresident från 1983 till 1988. Han var kapten för The Royal and Ancient Golf Club of St Andrews.

## Biografi

### Tidiga år och militärtjänst
Whitelaw föddes i Edinburgh i Skottland, och växte upp i familjens hem "Monklands" i Nairn. Han träffade aldrig sin far William Alexander Whitelaw, född 1892, medlem av en skotsk familj av landed gentry, som dog 1919 efter tjänstgöring i Argyll and Sutherland Highlanders under första världskriget, när hans son fortfarande var ett spädbarn. Whitelaw uppfostrades av sin mor Helen, dotter till generalmajor Francis Russell av Aden, parlamentsledamot för Cheltenham och militärattaché, och hans farfar William Whitelaw (1868–1946) från Gartshore i Dunbartonshire, som hade utbildats vid Trinity College, Cambridge, en markägare och en kort tid konservativ parlamentsledamot för Perth 1892–1895, och ordförande för London and North-Eastern Railway Company. En av hans ingifta gammelmostrar, född Dorothy Sarah Disraeli, var brorsdotter till den tidigare premiärministern och författaren Benjamin Disraeli.
Whitelaw utbildades först vid Wixenford School i Wokingham, innan han klarade inträdesprovet till Winchester College. Därifrån gick han upp till Trinity College, Cambridge, där han vann ett pris i golf och gick med i Officer Training Corps. Av en slump befann han sig på ett sommarläger 1939 vid andra världskrigets utbrott och fick en reguljär tjänst i den brittiska armén, i Scots Guards, och senare i 6th Guards Tank Brigade, en separat enhet från Guards Armoured Division. Han förde befäl över Churchills stridsvagnar i Normandie under andra världskriget och under Operation Bluecoat i slutet av juli 1944. Det var den första allierade enheten som stötte på tyska Jagdpanther pansarvärnskanonvagnar, och anfölls av tre av de tolv Jagdpanther som befann sig i Normandie.
Bataljonens andreman dödades när hans stridsvagn träffades framför ögonen på Whitelaw. Whitelaw efterträdde denna befattning och innehade den med majors grad under hela framryckningen genom Nederländerna in i Tyskland och fram till krigets slut. Han tilldelades Military Cross för sina insatser vid Caumont. Ett fotografi av fältmarskalk Bernard Montgomery som fäster medaljen på hans bröst finns i Whitelaws memoarer. Efter krigsslutet i Europa skulle Whitelaws förband ha deltagit i invasionen av Japan, men Stillahavskriget tog slut innan dess. Istället skickades han till Palestina, innan han lämnade armén 1946 för att ta hand om familjens egendomar Gartshore och Woodhall i Lanarkshire, som han ärvde vid sin farfars död.

### Politisk karriär
Efter tidiga nederlag som kandidat för valkretsen East Dunbartonshire 1950 och 1951 valdes Whitelaw till parlamentsledamot för Penrith and the Border i valet 1955 och representerade den valkretsen i 28 år. Han innehade sina första regeringsposter under Harold Macmillan som Lord of the Treasury (inpiskare) mellan 1961 och 1962 och sedan under Macmillan och Sir Alec Douglas-Home var han parlamentssekreterare vid arbetsmarknadsdepartementet mellan 1962 och 1964. Efter att de konservativa förlorat valet 1964 utsåg Douglas-Home Whitelaw till oppositionens chefsinpiskare. Han svors in i Kronrådet i januari 1967.

### I Heaths regering 1970–1974
När de konservativa återvände till makten 1970 under Edward Heath blev Whitelaw Lordpresident och ledare för Underhuset, med en plats i kabinettet. När direktstyre infördes i mars 1972 blev han den förste ministern för Nordirland, en post han innehade fram till november 1973. Under sin tid i Nordirland införde han en särskild kategori av paramilitära fångar. Han försökte förhandla med Provisoriska IRA och träffade dess stabschef Seán Mac Stiofáin i juli 1972. Samtalen utmynnade i en överenskommelse om att övergå från en sju dagar lång vapenvila till en vapenvila på obestämd tid. Detta varade dock inte länge. Som en briefing för premiärminister Heath senare noterade, fann Whitelaw "upplevelsen av att träffa och tala med Mac Stíofáin mycket obehaglig". Mac Stiofáin berömde Whitelaw i sina memoarer och sa att han var den ende engelsman som någonsin uttalat hans namn på iriska korrekt.
År 1973 lämnade Whitelaw Nordirland – strax innan Sunningdale-avtalet slöts – för att bli arbetsmarknadsminister och konfronterade National Union of Mineworkers angående deras lönekrav. Denna dispyt följdes av att det konservativa partiet förlorade valet i februari 1974. År 1974 blev Whitelaw också medlem av Order of the Companions of Honour.

### I opposition 1974–1979
Strax efter att Harold Wilsons Labourparti återvänt till regeringen utsåg Heath Whitelaw till vice ledare för oppositionen och ordförande för det konservativa partiet. Efter ett andra nederlag i valet i oktober 1974, under vilket Whitelaw hade anklagat Wilson för att ha gått "runt, runt i landet och rört upp apati", tvingades Heath utlysa ett ledarval 1975. Whitelaw vägrade lojalt att ställa upp mot Heath. Till stor förvåning besegrade dock Margaret Thatcher Heath med knapp marginal i den första omgången. Whitelaw ställde upp och förlorade övertygande mot Thatcher i andra omgången. Omröstningen polariserades längs höger-vänsterlinjer, där dessutom regionen, erfarenheten och utbildningen hos MP hade sina effekter.
Whitelaw lyckades behålla sin position som vice partiledare fram till valet 1979, då han utsågs till inrikesminister. I en inofficiell roll tjänstgjorde han också som vice premiärminister i Thatchers nya regering.

### Inrikesminister 1979–1983
Thatcher beundrade Whitelaw och utnämnde honom till inrikesminister i sitt första kabinett, och skrev senare om honom: "Willie är en stor man till karaktären såväl som fysiskt. Han ville att regeringen skulle lyckas och från första början accepterade han att den skulle vägledas av min allmänna filosofi. När han väl hade svurit sin lojalitet drog han aldrig tillbaka den". Thatcher ryktades ha sagt att "varje premiärminister behöver en Willie" och Whitelaw sågs som Thatchers de facto vice premiärminister mellan 1979 och 1988 (även om han aldrig formellt innehade ämbetet), till den grad att den dåvarande kabinettssekreteraren Robert Armstrong, sa att om Thatcher hade dödats i Bombattentatet i Brighton, trodde han att han skulle ha rått drottning Elizabeth II att skicka efter Whitelaw.
Som inrikesminister intog Whitelaw en hårdför inställning till lag och ordning. Han förbättrade polisernas löner och inledde ett program för omfattande fängelsebyggen. Hans fyraåriga ämbetsperiod uppfattades dock allmänt som problematisk. Hans mycket omtalade "korta, skarpa chock"-politik, där dömda unga brottslingar hölls i förvar i säkra enheter och utsattes för kvasimilitär disciplin, vann gillande från allmänheten men visade sig vara dyr att genomföra. Han var inrikesminister under den sex dagar långa belägringen av den iranska ambassaden i april-maj 1980.
I mars 1981 godkände han Wolverhampton Metropolitan Borough Councils 14-dagars förbud mot politiska marscher i stadsdelen som svar på en planerad demonstration av Nationella fronten där.
Förfallet i innerstäderna, arbetslöshet och vad som vid den tiden uppfattades som hårdhänt polisbevakning av etniska minoriteter (särskilt tillämpningen av vad vissa kallade den "ökända" sus-lagen - "Suspect person") utlöste stora upplopp i London, Liverpool, Birmingham och Leeds, och en våg av oroligheter på andra håll. Provisoriska IRA trappade upp sin bombkampanj i England.
Han övervägde att avgå efter att en inkräktare bröt sig in i drottningens sovrum 1982, men avråddes från att göra det. "Vi skulle inte klara oss utan Willie", reflekterade Margaret Thatcher under senare år. – Han var en underbar person."

### Ledare för överhuset 1983–1988
Två dagar efter valet 1983 fick Whitelaw en ärftlig pärsvärdighet (den första på 18 år) som Viscount Whitelaw av Penrith i grevskapet Cumbria. Thatcher utnämnde honom till lordpresident och ledare för överhuset. Lord Whitelaw stod inför många utmaningar i sina försök att styra överhuset, och stod inför ett stort nederlag på grund av avskaffandet av Greater London Council inom ett år efter att han tagit över. Hans patriciska och moderata stil tilltalade dock konservativa kamrater och hans ämbetstid anses vara en framgång.
Under sin tid som hennes ställföreträdare och som ledare för överhuset förlitade sig Thatcher i hög grad på Whitelaw. Hon meddelade att "varje premiärminister behöver en Willie". Han var ordförande för den kommitté som avgjorde de årliga tvisterna mellan de begränsade resurser som finansdepartementet ställde till förfogande och andra regeringsdepartements utgiftskrav. Det var Whitelaw som i november 1980 lyckades avråda Thatcher från att åka till Leeds för att personligen ta hand om The Yorkshire Ripper-utredningen.

### Avgång
Efter en stroke i december 1987 kände han att han inte hade något annat val än att säga upp sig. Nicholas Ridley hävdade att Whitelaws avgång markerade början på slutet för Thatchers tid som premiärminister, eftersom han inte längre var i närheten lika ofta för att ge förnuftiga råd och för att moderera hennes hållning i olika frågor, eller för att upprätthålla en konsensus av stöd i hennes eget kabinett och parlamentsparti. Han avgick från regeringen den 10 januari 1988.

## Pensionering och död

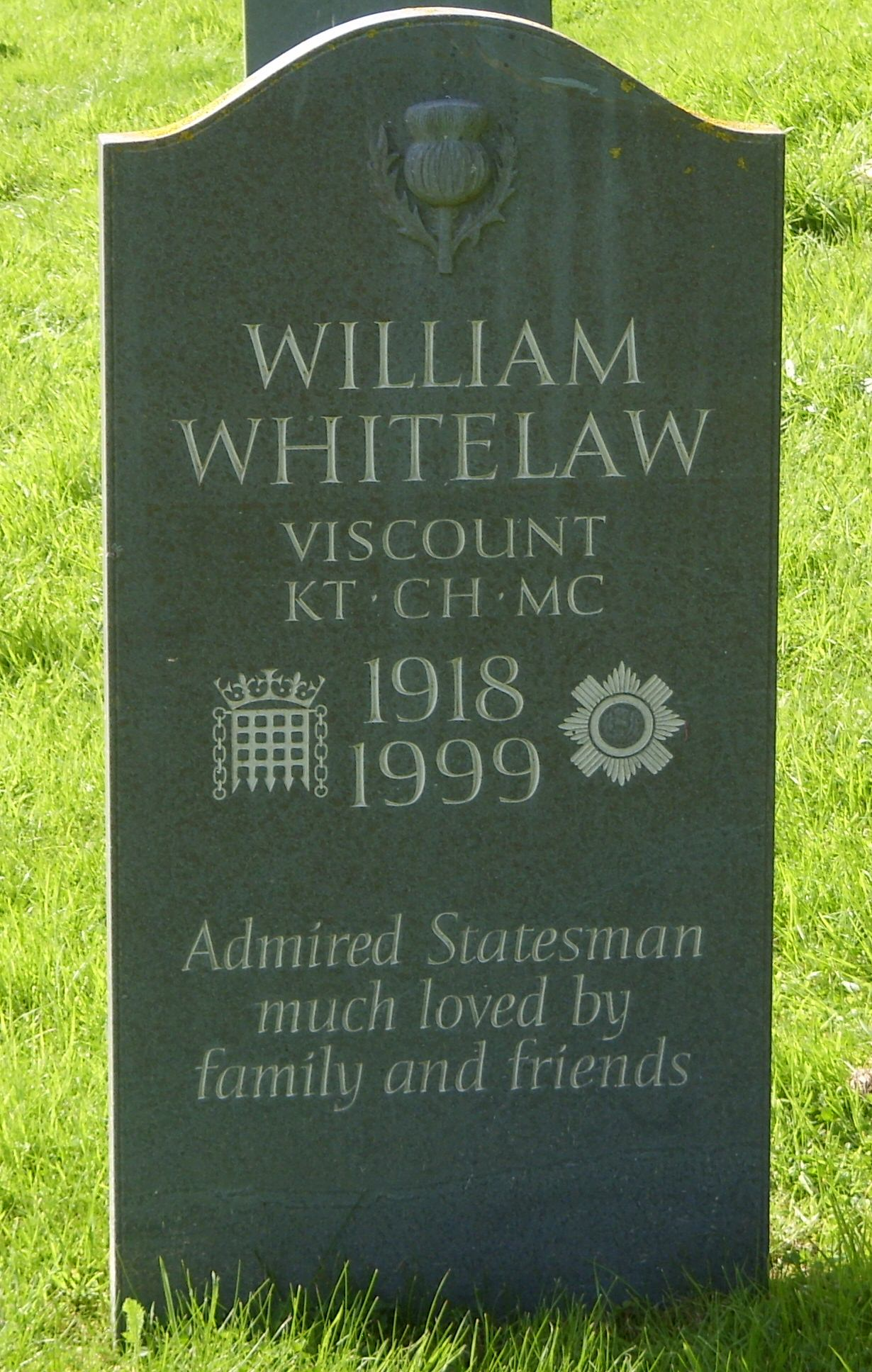
William Whitelaws gravsten

Under sin pensionering och fram till sin död var Whitelaw styrelseordförande vid St Bees School i Cumbria. Han utnämndes till riddare av Tistelorden 1990. Han avgick formellt som vice partiledare för det konservativa partiet 1991. En avskedsmiddag hölls till hans ära den 7 augusti 1991.
Efter flera år med sviktande hälsa dog Whitelaw av naturliga orsaker i sitt hem Ennim i Blencow den 1 juli 1999, strax efter sin 81-årsdag. Han hade varit gift i 56 år med sin fru Celia, Viscountess Whitelaw, en filantrop/välgörenhetsarbetare och trädgårdsodlare som hade varit ATS-volontär under andra världskriget. Paret fick fyra döttrar. Även om Whitelaw fick en ärftlig pärsvärdighet, så dog titeln ut vid hans död eftersom hans döttrar inte kunde ärva. Hans äldsta dotter Susan gifte sig med Nicholas Cunliffe-Lister, 3:e earl av Swinton. Hans hem var under många år Ennims herrgård, strax utanför byn Great Blencow nära Penrith i Cumbria. Han begravdes i St. Andrew's Parish Church, Dacre i Cumbria. Whitelaw var en aktiv frimurare.